# مگرا، تاسمانای
مگرا (به انگلیسی: Magra) یک شهرک در استرالیا است که در تاسمانی واقع شده‌است.